# Fire Emblem: Three Houses
Fire Emblem: Three Houses — відеогра в жанрі тактичної рольової гри, розроблена компаніями Intelligent Systems і Koei Tecmo, випущена Nintendo для Nintendo Switch 26 липня 2019 року. Відеогра є шістнадцятою частиною в серії відеоігор Fire Emblem і першою з випущених для домашніх консолей з часів Fire Emblem: Radiant Dawn, випущеної 2007 року.
Події Three Houses відбуваються на континенті Фодлан, розділеному між трьома правлячими наддержавами, які співіснують в світі. Загальним для цих націй є монастир Каррег Мах, в якому знаходиться церковне керівництво світу, а також школа офіцерів, в якій навчаються студенти кожної з країн. Гравець приймає на себе роль Байлета, колишнього найманця з загадковим минулим, який стає новоспеченим професором в академії. Гравець повинен вибрати один з класів, яким він буде керувати і вести учнів в серію битв. Ігровий процес Three Houses складається з тактичних боїв, аналогічних попередніх частинах серії, а також елементів соціального симулятора і тайм-менеджменту.
Створення гри було непростим для Intelligent Systems, яка надалі вважала головним чинником успіху і факт випуску за графіком, партнерство з компанією Koei Tecmo, з якої компанія співпрацювала в проекті Fire Emblem Warriors. Створенням дизайну персонажів та ілюстрацій займалася Тінацу Курахана. Розробники хотіли, щоб у дебюту серії на домашніх консолях з високою роздільною здатністю були якісь абсолютно нові риси, завдяки чому в грі з'явилися ігрові механіки зі шкільним життям і вилазками для битв. Шкільна система в грі і можливість пропуску часу були натхненні четвертою частиною серії, Fire Emblem: Genealogy of the Holy War.
Після виходу гра отримала визнання від ігрової преси. Рецензенти хвалили інтеграцію шкільних активностей і механік управління взводами, оповідання, персонажів, звуковий супровід і реіграбельность. До мінусів, оглядачі віднесли меншу складність гри в порівнянні з попередніми частинами серії, а також деякі візуальні і технічні проблеми. Гра перемогла в номінаціях «Краща стратегічна гра» і «Вибір гравців» на церемонії The Game Awards в 2019 році. На березень 2020 року було продано 2,87 мільйона екземплярів гри, що зробило Three Houses найбільш продаваною частиною серії Fire Emblem.
У січні 2020 року, геймдизайнер Масахіро Сакураї оголосив, що Байлет стане бійцем у файтингу Super Smash Bros. Ultimate.

## Ігровий процес
Fire Emblem: Three Houses є тактичної рольовою грою, в якій гравець управляє персонажем на ім'я Байлет, чию стать вибирається на початку гри (ім'я також можна вибрати самому). Під час першої місії, персонажа гравця просять стати викладачем в монастирі Каррег Мах, який служить центральною локацією для різних активностей в грі. Вибір певного класу для навчання впливає на розвиток сюжету. Доступне гравцеві час ділиться на обов'язкові битви, які розвивають розповідь і періоди перебування в Каррег Мах, коли гравець може взаємодіяти зі студентами та іншими викладачами. У той час як в першій половині, гра фокусується на шкільній системі, у другій частині оповідання йде через п'ять років і основний час займають битви за сторону, яку гравець вибрав в першій половині.
У періоди між обов'язковими битвами за сюжетом, у гравця є в розпорядженні кілька днів, зазначених у календарі, які можна використовувати на різні внутрішньоігрові активності, такі як від проведення уроків і польових завдань до посадки насіння в оранжереї і риболовлю в ставку [2]. У гравця також є вільний час, який він може витратити на соціальну взаємодію зі студентами для вибудовування відносин, які утворюються при використанні дії підтримки і здійсненні певних виборів в діалозі змінюють рівень підтримки персонажа співрозмовником. Якщо відносини досить міцні, то в другій частині гри, за сюжетом може статися заручення.
Покращуючи певні атрибути персонажа через вчинення дій в битвах і під час знаходження в монастирі, гравець може рекрутувати студентів з інших фракцій, а також інших персонажів. Кожна дія, вироблене в стінах академії, варто фіксовану кількість очок часу, які заповнюються кожен ігровий день, проте їх кількість менше, ніж активностей на які їх можна витрачати. Гравець повинен вибирати які з подій він збирається активувати, внаслідок чого втрачаючи доступ до інших [3].
Також як і попередні частини серії Fire Emblem, Three Houses використовує покрокову бойову систему. Гравець управляє декількома персонажами, які рухаються по сітці поля бою. Коли відбувається зіткнення з противником, перспектива гри перемикається з виду зверху на вигляд від третьої особи. В Three Houses з'явилася нова для серії функція використання батальйонів: особливої піхоти, яка може надавати підтримку заданої персонажу. Батальйони володіють пасивними здібностями, які дають поліпшення ведучому персонажу, а також можуть виконувати спеціальні дії, звані «гамбіту», функціональність яких різниться від лікування декількох персонажів до оглушення сильних супротивників. Гравець також може наблизити перспективу поля битви для оцінки стану окремих батальйонів. Як і в попередніх іграх, в Three Houses є як «Класичний» режим, де полеглі воїни гинуть, без можливості воскресіння, так і «Казуальний» режим, в якому ті, хто програв персонажі відновлюються після успішного завершення битви. Згодом у гравця з'являється можливість відмотати назад певну кількість скоєних ходів в битві використовуючи здатність «Божественний пульс» [3].
Кожен персонаж володіє початковим класом умінь, які можуть бути змінені: гравець може навчити їх додатковим навичкам. Зміни класів доступні після того, як студент під час сегментів зі шкільними активностями проходить сертифікаційний іспит, шанси здати який вище для персонажів володіють більш високим рівнем атрибутів, необхідних для відповідного іспиту. Перед початком чергової навчального тижня, гравець може вибрати індивідуальний навчальний план для підвищення атрибутів певного персонажа, відправити двох студентів на виконання групових доручень, що поліпшить їх взаємодопомога або просто прочитати лекцію всьому класу, використовуючи функцію автоматичного навчання. Замість «трикутника зброї», в якому персонаж володіє одним типом зброї має перевагу над другим, але при цьому вразливий до третього, який використовувався в попередніх іграх серії, в Three Houses різні персонажі мають навички використання зброї, звані «Бойовими мистецтвами», яким вони можуть навчатися під час шкільних занять. У озброєння є запас міцності, після вичерпання якого, ефективність зброї починає деградувати і воно починає завдавати меншої шкоди. Бойові мистецтва вивчаються завдяки постійному використанню певного типу зброї персонажем. Дані навички завдають більшої шкоди, ніж стандартні атаки, проте при їх використанні, зброя набагато швидше приходить в непридатність.

## Сюжет
За 20 років до подій в грі, у легендарного лицаря Джеральта і його дружини Ситрі з'явився на світ немовля, якого нарекли Байлетом. За все своє життя, дитина жодного разу не плакав і не сміявся.
В одну ніч, Джеральт i Байлет вже в дорослому віці рятують трьох молодих дворян: Едельгард, Димитрія та Клода із засідки бандитів, зробивши на них велике враження. Під час атаки, протагоніста рятує загадкова дівчинка Сотис, яка залишається всередині героя. Джеральта і Байлета викликають в монастир Каррег Мах, будинок церкви Сейроса, домінуючою релігії Фодлан. Джеральт неохоче приєднується до військового підрозділу Церкви, Лицарям Сейроса, а Байлет стає професором Академії Офіцерів монастиря. Джеральт в приватному порядку застерігає Байлета не довіряти архієпископу Церкви Реї. Потім Байлету надається вибір очолити один з трьох будинків академії: «Чорні орли», «Сині леви» або «Золоті олені», в кожному з яких проживають студенти з Імперії, Королівства і Альянсу відповідно.
Байлет приймає на себе обов'язки вчителя в обраному ним будинку, навчаючи своїх учнів і ведучи їх в битвах від імені лицарів Сейроса. Байлет і студенти виявляють лякають натяки на природу реліквій і вогненних міток, такі як перетворення викрадача реліквій в монстра. У монастир і церква втручаються різні змови: воїни в масках називають Імператора Полум'я і Лицаря Смерті, західну гілку Церкви, і ворожий культ, відомий як «ковзаючі в темряві». Байлет перешкоджає спробі вкрасти потужну реліквію Героя, Меч Творця. Несподівано Меч активується, коли Байлет тримає його, і Рея дозволяє протагоністу залишити його собі.
Джеральта вбиває агент «ковзають в темряві». Тримаючи вмираючого батька на руках, Байлет вперше в житті плаче. Читаючи щоденник Джеральта, Байлет виявляє, що Джеральт втік з церкви через плани Реї щодо Байлета, коли народився головний герой. «Сотис» в Байлете — початковий Бог-Прародитель, імплантований Реєю в Байлета в дитинстві, щоб Сотис відродилася заново. Байлет переслідує культистів, відповідальних за смерть Джеральта. Магічна атака одного з їхніх лідерів змушує Сотіса злитися з Байлетом, що дозволяє їм вижити і перемогти членів культу за допомогою недавно посиленого Меча Творця. Рея робить марну спробу розбудити Сотіса в Байлете, але Імператор Полум'я атакує церемонію разом з союзниками з Імперії Адрестіан. Імператором Полум'я виявляється Едельгард, яка, як і Байлет, носить знак полум'я; вона звинувачує Церква в корупції. Якщо Байлет встане на сторону Едельгард, то він допоможе їй очолити напад на Каррег Мах. Якщо головний герой стане на бік Реї, Димитрія або Клода, то вони допоможуть захистити монастир; Також з'ясовується, що Рея — дракон. Незалежно від обраної боку, Байлет непритомніє в кінці битви і прокидається п'ятьма роками пізніше, виявляючи, що Фодлан занурився в війну, коли Імперія, Королівство, Альянс і Церква б'ються один з одним. Потім маршрути розходяться.